# 消夜

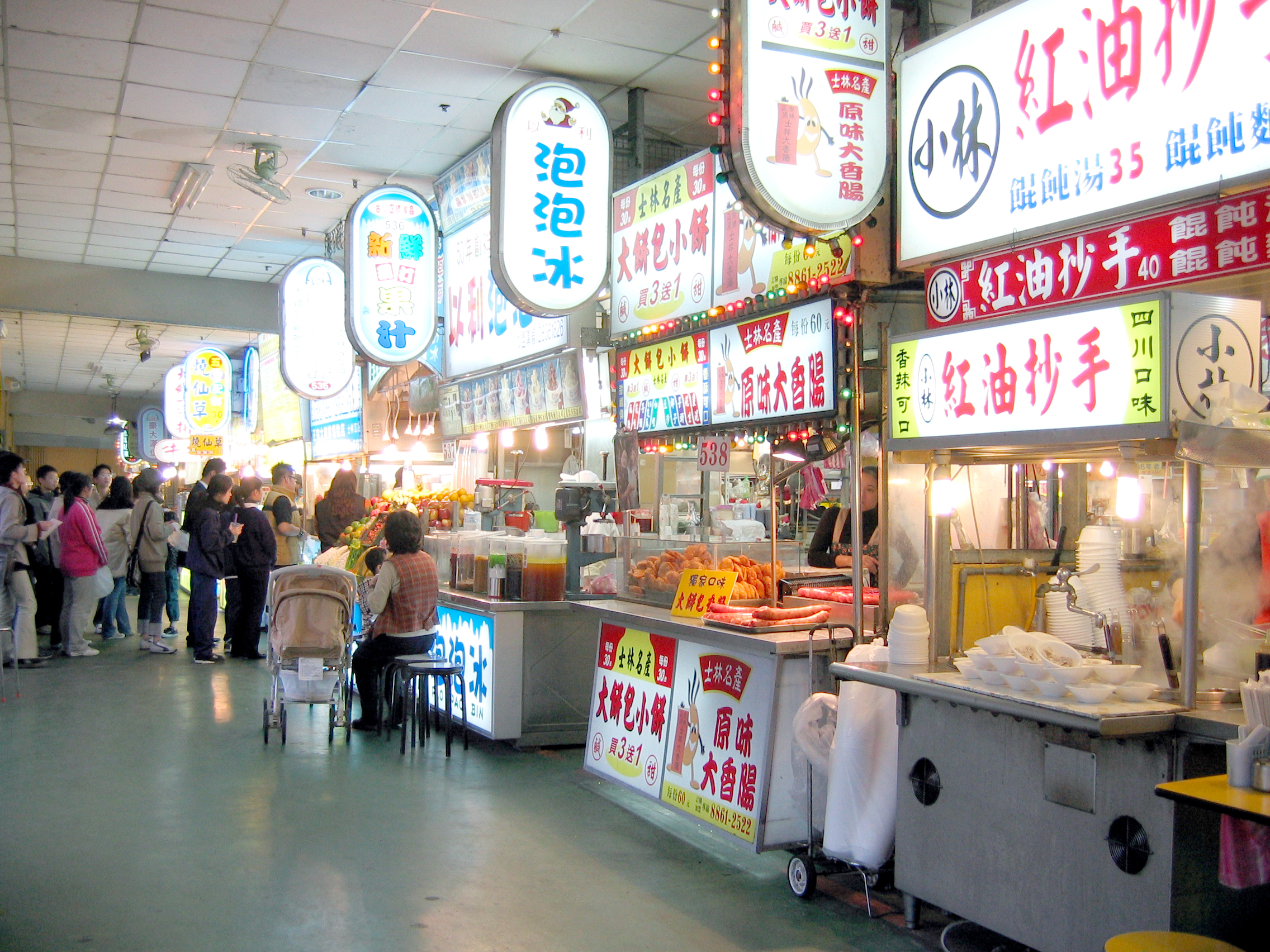
夜市

消夜（亦為夜消，俗作宵夜或夜宵）。一般是在晚餐後至睡前的點心，時間介於11點後與隔天清晨3點前。但現代城市人出於工作或夜生活，消夜的菜色或份量，有時已跟晚餐無分別，不過一般消夜的內容，仍有別於正餐，例如甜湯或小炒。

## 辭源典故
「消夜」一詞，本指用酒食消磨夜晚，後引申為「深宵小吃」的意思。此詞最早見於唐代方幹的詩《冬夜泊僧舍》之中「無酒能消夜，隨僧早閉門」一句，以及宋代吳自牧《夢粱錄．卷六．除夜》：「是日，內司意思局，進呈精巧消夜果子合，合內簇諸般細果、時果、蜜煎、糖煎及市食」（「合」通「盒」）。
「消夜」這個詞語亦見於從唐代到民國的不少古籍，包括唐代方幹的詩《冬夜泊僧舍》（另說唐代任翻《冬暮野寺》）、宋代周邦彥《關河令》、宋代吳潛《永遇樂．再和》、宋代周密《武林舊事．卷三．歲除》、元代孟漢卿《張孔目智勘魔合羅》、明代長谷真逸《農田餘話》、明代蘭陵笑笑生《金瓶梅》、清代孔尚任《甲午元旦》清代金農《冬心先生集》，及清末劉光第《夜泛寶華寺下》等等。
從清代開始，消夜一詞有時又寫為「夜消」，例如吳敬梓《儒林外史》就有一句「三人點起燈來，打點夜消。」及後「夜消」這個倒寫亦偶爾於一些文學作品出現。由於消夜是深宵小吃，加上中國大陸有些地方小食，又以「宵」為名（例如元宵及宵米），因此現代又產生了「宵夜」及「夜宵」兩個俗寫。
今天廣東人仍保留以「消夜」作動詞的古代用法，亦是古代正確用法，不過在中國本土非粤语区，此語已轉為只作名詞解。近年马来西亚华语则多用「宵夜」一词。